# Сжатие видео
Сжатие видео (англ. Video compression) — технология цифровой компрессии телевизионного сигнала, позволяющая сократить количество данных, используемых для представления видеопотока. Сжатие видео позволяет эффективно уменьшать поток, необходимый для передачи видео по каналам радиовещания, уменьшать пространство, необходимое для хранения данных на носителе. Недостатки: при использовании сжатия с потерями появляются характерные, иногда отчётливо видные артефакты — например, блочность (разбиение изображения на блоки 8 × 8 пикселей), замыливание (потеря мелких деталей изображения) и т. д. Существуют и способы сжатия видео без потерь, но на сегодняшний день они уменьшают данные недостаточно.

## Теория
Видео по сути своей является трёхмерным массивом цветных пикселей. Два измерения означают вертикальное и горизонтальное разрешение кадра, а третье измерение — время. Кадр — массив всех пикселей, видимых камерой в данный момент времени, или просто изображение. В видео возможны также так называемые полукадры (см.: чересстрочная развёртка).
Сжатие было бы невозможно, если бы каждый кадр был уникален и расположение пикселей было полностью случайным, но это не так. Поэтому можно сжимать, во-первых, саму картинку — например, фотография голубого неба без солнца фактически сводится к описанию граничных точек и градиента заливки. Во-вторых, можно сжимать похожие соседние кадры. В конечном счёте, алгоритмы сжатия картинок и видео схожи, если рассматривать видео как трёхмерное изображение со временем как третьей координатой.

## Сжатие без потерь
Помимо сжатия с потерями видео также можно сжимать и без потерь. Это означает, что при декомпрессии результат будет в точности (бит к биту) соответствовать оригиналу. Однако при сжатии без потерь невозможно достичь высоких коэффициентов сжатия на реальном (не искусственном) видео. По этой причине практически всё широко используемое видео является сжатым с потерями (в том числе на потребительских цифровых видеодисках, видеохостингах, в спутниковом вещании). На веб-сайтах для маленьких роликов без звука иногда используются простые форматы GIF и APNG.

## Сжатие видео и технология компенсации движения
Одна из наиболее мощных технологий, позволяющая повысить степень сжатия, — компенсация движения. При любой современной системе сжатия видео последующие кадры в потоке используют похожесть областей в предыдущих кадрах для увеличения степени сжатия. Однако, из-за движения каких-либо объектов в кадре (или самой камеры) использование подобия соседних кадров было неполным. Технология компенсации движения позволяет находить похожие участки, даже если они сдвинуты относительно предыдущего кадра.

## История
Аналоговые принципы сжатия видеосигнала, основанные на особенностях зрения человека, известны с момента появления телевидения как такового, а вершин своего развития достигли в совместимых системах цветного телевидения NTSC, SECAM и, особенно, PAL. Именно благодаря сжатию данных удавалось передавать цветное изображение с разложением в 625 строк в полосе частот, изначально определенной для стандарта разложения 441 строка. В аналоговых системах для этого использовалось свойство линейчатости спектра телевизионного сигнала и снижение яркостной и цветовой чувствительности глаза в зоне мелких деталей. Таким образом, можно было передавать максимум информации в низкочастотной части спектра телевизионного сигнала (крупные детали изображения), но без особых потерь качества изображения срезать высокочастотную часть спектра, оставив в нем только первые гармоники сигналов, несущие информацию о мелких деталях. Информация о цветовой составляющей подвергалась еще большему ограничению по частоте и вдобавок ее спектр смещался таким образом, чтобы гармоники сигналов строчной частоты, несущих информацию о цвете, оказывались в промежутках между гармониками сигнала яркости. Цифровые же методы сжатия видеосигнала появились практически одновременно с появление АЦП, способных работать на видеочастоте и процессоров, способных выполнять арифметические операции примерно на трехкратной видеочастоте. Такие устройства начали выпускаться в начале 1980-х годов.
В таблице ниже показана неполная история развития международных стандартов видеосжатия
| Год  | Стандарт            | Издатель                                  | Применение                                                      |
| ---- | ------------------- | ----------------------------------------- | --------------------------------------------------------------- |
| 1984 | H.120               | МСЭ-Т                                     |                                                                 |
| 1988 | H.261               | МСЭ-Т                                     | видеоконференция, видеосвязь                                    |
| 1993 | MPEG-1 Part 2       | ИСО, МЭК                                  | Video CD                                                        |
| 1995 | H.262/MPEG-2 Part 2 | ИСО, МЭК, МСЭ-Т                           | DVD Video, Blu-ray, Digital Video Broadcasting, SVCD            |
| 1996 | H.263               | МСЭ-Т                                     | видеоконференция, видеосвязь, видео в мобильных телефонах (3GP) |
| 1999 | MPEG-4 Part 2       | ИСО, МЭК                                  | видео в Интернете (DivX, Xvid …)                                |
| 2003 | H.264/MPEG-4 AVC    | Sony, Panasonic, Samsung, ИСО, МЭК, МСЭ-Т | Blu-ray, HD DVD, Digital Video Broadcasting, Apple TV           |
| 2009 | VC-2 (Dirac)        | ОИКиТ                                     | видео в Интернете, HDTV-вещание, UHDTV                          |
| 2013 | H.265               | ИСО, МЭК, МСЭ-Т                           |                                                                 |

## Современное состояние дел
На конец 2011 года практически все алгоритмы сжатия видео (например, стандарты, принятые ITU-T или ISO) используют дискретное косинусное преобразование (DCT) или его модификации для устранения пространственной избыточности. Другие методы, такие как фрактальное сжатие и дискретное вейвлет-преобразование, также были объектами исследований, но сейчас обычно используются только для компрессии неподвижных изображений.
Использование большинства методов сжатия (таких, как дискретное косинусное преобразование и вейвлет-преобразование) влечёт также использование процесса квантования. Квантование может быть как скалярным, так и векторным, тем не менее, большинство схем сжатия на практике используют скалярное квантование вследствие его простоты.

### Телевидение
Современное цифровое телевещание стало доступным именно благодаря видеокомпрессии. Телевизионные станции могут транслировать не только видео высокой четкости (HDTV), но и несколько телеканалов в одном физическом телеканале (6 МГц).
Хотя большинство видеоконтента сегодня транслируется с использованием стандарта сжатия видео MPEG-2, тем не менее новые и более эффективные стандарты сжатия видео уже используются в телевещании — например, H.264 и VC-1.